# Idaea cubicularia
Idaea cubicularia är en fjärilsart som beskrevs av Henri de Peyerimhoff 1862. Idaea cubicularia ingår i släktet Idaea och familjen mätare. Inga underarter finns listade i Catalogue of Life.